# Pflegerschläge
Die Wüstung Pflegerschläge war ein früherer Ortsteil der Gemeinde Waxenberg im Bezirksamt Regensburg.

## Lage
Der Ort lag auf der Gemarkung Waxenberg, fünf Kilometer von Pondorf und zwei Kilometer von Obermiethnach entfernt und gehört seit 1974 zum Gebiet der Gemeinde Wiesenfelden. Auf einer Karte von 1940 findet sich ein „Wachthaus am Pflegerschlagen“, dessen Position aber nicht mit den genannten Entfernungsangaben in Einklang zu bringen ist.

## Geschichte
Im Ortschaften-Verzeichnis zur Volkszählung vom 1. Dezember 1885 steht unter dem Eintrag zur Gemeinde Waxenberg: „Pflegerschläge, E. z.k.Pf. u.z. Post Pondorf 5,0 km, z.k. Schule Obermiethnach 2,0 km, 1 Wgb. (unbewohnt)“. Gleichlautende Einträge finden sich auch zu den Volkszählung von 1900 und 1925. Im Jahr 1946 wird die Gemeinde Waxenberg nach Höhenberg eingegliedert. Ab dem Ortsverzeichnis 1950 wird der Ort nicht mehr geführt.